# 柴靓
柴靓（1968年10月—），女，汉族，中华人民共和国政治人物。现任普华永道中天会计师事务所（特殊普通合伙）天津分所总监。第十三、十四届全国政协委员。